# Branikovits László
Branikovits László (Budapest, 1949. december 18. – Budapest, 2020. október 16.) olimpiai ezüstérmes magyar labdarúgó.

## Pályafutása

### Klubcsapatban
A Ferencváros ificsapatából került az első csapatba és gólerős játéka miatt hamar a szurkolók kedvence lett. Ezt elősegítette, hogy Branikovits mozgása, cselei és alakja sokak szerint nagyon emlékeztetett Albert Flóriánra. 1967-ben és 1968-ban a bajnokcsapat tagja. Háromszoros MNK győztes. Részese a zöld-fehérek nemzetközi sikereinek: 1968-ban VVK döntős, 1972-ben UEFA-kupa elődöntős, 1975-ben a KEK döntős csapat tagja. Az 1975–1976-os idényben még a bajnokcsapat tagja, de ekkor már egyre kevesebb játékhoz jutott. Ezután két évig Csepel szerepelt az élvonalban. A labdarúgó pályafutását az Építőknél fejezte be.

### A válogatottban
A magyar válogatottban 1972 és 1975 között 6 alkalommal szerepelt és 2 gólt szerzett. Harmincszoros ifjúsági válogatott (1964–1967), tízszeres olimpiai válogatott (1970–1972). A müncheni olimpián ezüstérmet szerzett csapat tagja.

## Magánélete
1968-ban érettségizett a budapesti Bánki Donát Technikumban, 1978-ban közgazdász oklevelet szerzett. Gyermekei: László (1976) és Zsuzsanna (1980), unokája: Kitti (2000).

## Sikerei, díjai
- Magyar bajnok (1967, 1968, 1975–1976)
- Magyar Népköztársasági Kupa-győztes (1972, 1974, 1976)
- Vásárvárosok kupája 2.: (1967–1968)
- UEFA-kupa 3.: (1971–1972).
- Kupagyőztesek Európa-kupája második (1975)
- Olimpiai ezüstérmes: 1972, München
- Az FTC örökös bajnoka (1981)

## Statisztika

### Mérkőzései a válogatottban
| Magyarország | Magyarország        | Magyarország                      | Magyarország | Magyarország | Magyarország | Magyarország        | Magyarország | Magyarország |
| #            | Dátum               | Helyszín                          | Hazai        | Eredmény     | Vendég       | Kiírás              | Gólok        | Esemény      |
| ------------ | ------------------- | --------------------------------- | ------------ | ------------ | ------------ | ------------------- | ------------ | ------------ |
| 1.           | 1972. március 29.   | Budapest, Népstadion              | Magyarország | 0 – 2        | NSZK         | barátságos          | -            | 73'          |
| 2.           | 1972. április 29.   | Budapest, Népstadion              | Magyarország | 1 – 1        | Románia      | Eb-selejtező        | 1            | 10'          |
| 3.           | 1972. augusztus 27. | Nürnberg, Frankenstadion (FRG)    | Magyarország | 5 – 0        | Irán         | olimpiai csoportkör | -            | 74'          |
| 4.           | 1972. szeptember 3. | Passau, Drei-Flüsse Stadion (FRG) | Magyarország | 2 – 0        | NDK          | olimpiai középdöntő | -            | 66'          |
|              | 1972. szeptember 6. | München, Olimpia Stadion          | NSZK         | 1 – 4        | Magyarország | olimpiai középdöntő | -            |              |
|              | 1972. szeptember 8. | Regensburg (FRG)                  | Magyarország | 2 – 0        | Mexikó       | olimpiai középdöntő | -            | Sárga lap    |
| 5.           | 1975. április 2.    | Bécs, Práter stadion              | Ausztria     | 0 – 0        | Magyarország | Eb-selejtező        | -            | 68'          |
| 6.           | 1975. április 16.   | Budapest, Népstadion              | Magyarország | 1 – 2        | Wales        | Eb-selejtező        | 1            | 77'          |
|              | Összesen            |                                   |              | 6            | mérkőzés     |                     | 2            | gól          |